# Academia Nacional de Ciencias de Córdoba
La Academia Nacional de Ciencias es una corporación científica sostenida por el Estado argentino, siendo la primera academia nacional dependiente del gobierno federal. Fue fundada en 1869 por el presidente Domingo Faustino Sarmiento, con sede en la ciudad de Córdoba, Argentina.

## Historia
El antecedente más inmediato de su creación es la Ley 322 del 11 de septiembre de 1869. Esta ley autorizaba al Poder Ejecutivo a contratar dentro o fuera del país hasta veinte profesores destinados a la enseñanza de ciencias especiales en la Universidad de Córdoba y en los colegios nacionales.
El presidente argentino, Domingo F. Sarmiento encomendó al zoólogo prusiano Germán Burmeister traer al país profesores para fundar la Academia Nacional de Ciencias de Córdoba, en 1873, redactando sus reglamentos, siendo luego su primer director.
Recién en 1870 comenzaron a establecerse en Córdoba los primeros docentes extranjeros, provenientes en su mayoría de Alemania. El personal contratado por el gobierno tenía la responsabilidad de formar profesores en ciencias naturales y exactas y de llevar a cabo la investigación científica del territorio nacional.
Luego de algunos intentos fallidos, el 22 de junio de 1878 el Poder Ejecutivo aprobó por decreto el reglamento de la Academia Nacional de Ciencias, que le dio su forma definitiva como corporación científica, separada de la Universidad Nacional de Córdoba y sin responsabilidades en tareas docentes.
Desde su creación, la institución se orientó al desarrollo y divulgación de las ciencias exactas y naturales, al estudio y exploración del territorio del país y a asesorar al Gobierno Nacional, a los Gobiernos Provinciales y a otras instituciones científicas, en los temas de su especialidad.
Asimismo, la Academia Nacional de Ciencias lleva a cabo una continua tarea en pro de una política científica y tecnológica argentina, y del desarrollo y la divulgación del conocimiento a través de la publicación de trabajos científicos (de sus miembros y de otros hombres y mujeres de ciencias), el otorgamiento de premios, su servicio de Biblioteca, su videoteca educativa, y la organización de simposios y conferencias.
El edificio de la Academia Nacional de Ciencias fue inaugurado en 1897 y fue declarado Monumento Histórico Nacional en el año 1994 por la ley n.º 24414.

## Museos
En el edificio de la Academia Nacional de Ciencias se realizan muestras, transitorias y permanentes. Además están alojados cuatro museos de la Facultad de Ciencias Exactas, Físicas y Naturales de la Universidad Nacional de Córdoba: el Museo Botánico, el Museo de Mineralogía y Geología Dr. Alfred W. Stelzner, el Museo de Paleontología y el Museo de Zoología.

## Primeros miembros

### Académicos titulares (1875-1900)
1875
- Enrique Weyenbergh, Córdoba
- Jorge Hieronymus, Córdoba
- Luis Brackebusch, Córdoba
- Oscar Doering, Córdoba
- Adolfo Doering, Córdoba

1876
- Francisco Latzina, Córdoba

1878
- Federico Schickendantz, Catamarca
- Francisco I. San Román, La Rioja
- Federico W. Seecamp, Concepción del Uruguay
- Juan J. J. Kyle, Buenos Aires
- Francisco Pascasio Moreno, Buenos Aires
- Carlos Berg, Buenos Aires
- Luis Huergo, Buenos Aires
- Guillermo White, Buenos Aires
- Augusto Conil, Córdoba
- Saile Echegaray, Santiago del Estero
- Eduardo Ladislao Holmberg, Buenos Aires
- José M. Torres, Paraná
- Eduardo Corona Martínez, Rosario
- Ricardo Napp, Buenos Aires
- Bernardo Speluzzi, Buenos Aires
- Juan Thome, Córdoba
- Eugenio Bachmann, Córdoba
- Engelberto Gutermann, Córdoba
- Germán Avé-Lallemant, San Luis

1879
- Benjamin Apthorp Gould, Córdoba

1880
- Arturo Seelstrang, Córdoba
- Ramón Lista, Buenos Aires
- Estanislao Zeballos, Buenos Aires
- Enrique Lynch Arribálzaga, Buenos Aires
- Manuel Eguía, Buenos Aires
- Emilio Rosetti, Buenos Aires
- Enrique López, Córdoba

1882
- Manuel José Olascoaga, Córdoba

1883
- Félix Lynch Arribálzaga, Buenos Aires

1884
- Florentino Ameghino, Córdoba

1885
- Pablo Cottenot, Córdoba
- Federico Kurtz, Córdoba

1886
- Emilio Coni, Buenos Aires
- Justiniano Ledesma, Buenos Aires
- Tomás Cardoso, Córdoba
- Moisés Bertoni de Blanquis, Buenos Aires
- Carlos Luis Spegazzini, Buenos Aires
- Pedro Narciso Arata, Buenos Aires
- Miguel Puíggari, Buenos Aires
- Eduardo Aguirre, Buenos Aires

1890
- Rodolfo Züber, Buenos Aires
- Guillermo Bodenbender, Córdoba
- Juan Bautista Ambrosetti, Buenos Aires

1893
- Luis Harperath, Córdoba

1895
- Ángel Machado, Córdoba
- Manuel E. Río, Córdoba

### Académicos Correspondientes (1874-1900)
1874
- Federico Schickendantz, Catamarca
- Francisco I. San Román, Catamarca
- Federico W. Seecamp, Concepción del Uruguay
- Juan J. J. Kyle, Buenos Aires
- Francisco P. Moreno, Buenos Aires
- Carlos Berg, Buenos Aires

1876
- Maximiliano Siewert, Salta
- Pablo G. Lorentz, Concepción del Uruguay
- Alfred Stelzner, Alemania
- Charles Darwin, Inglaterra
- August Grisebach, Alemania
- Cristian August Vogler, Alemania
- Germán Avé-Lallemant, San Luis
- Pellegrino Strobel, - Italia
- Rodolfo Amando Philippi, Chile

1878
- Karl Schulz Sellack, Alemania
- T. Thorell, - Suecia
- Peter C. T. Snellen, Holanda
- Alph Stübel, Alemania
- Ignacio Domeyco, Chile
- W. Reiss, Alemania
- José Ignacio Vergara, Chile

1879
- Emanuel Kayser, Alemania
- Hans Bruno Geinitz, Alemania
- Charles Lesbini, Francia
- Karl Gottsche, Alemania
- A. Krempelhüber, Alemania

1880
- Félix Thümen, Alemania
- E. von Baumhauer, Alemania
- Philip Lutley Sclater, Inglaterra
- Jean Louis Cabanis, Alemania
- Wilhelm Kobelt, Austria
- Karl F. Rammelsberg, Alemania
- Martin Websky, Alemania

1883
- Federico Philippi, Chile
- Henri Gervais, Francia
- Domenico Lovisato, Italia
- Gustav Steinmann, Alemania
- Giacomo Bove, Italia
- Henri Gadeau de Kerville, Francia
- Joaquín González-Hidalgo Rodríguez, España
- Edward Drinker Cope, EE. UU.
- Fritz Müller, Alemania
- Hermann von Ihering, Alemania
- E. Behm, Alemania
- Paul Güssfeldt, Alemania
- Pierre Mégnin, Francia

1885
- Bruno Peter, Alemania
- H. Conwentz, Alemania
- Karl Klein, Alemania
- Gerhard von Rath, Alemania

1886
- L. Darapsky, Chile

1887
- August W. Eichler, Alemania
- Guido Cora, Italia
- Gustav Hellmann, Alemania